# Kennelijk onredelijk ontslag
Kennelijk onredelijk ontslag was een arbeidsrechtelijke ontslagprocedure, die werd gevoerd bij de kantonrechter, waarin een werknemer of werkgever zich voorheen kon verzetten tegen de opzegging van een arbeidsovereenkomst door de werkgever. De essentie van de procedure was dat de werkgever of de werknemer niet in redelijkheid tot een opzegging van het arbeidscontract kunnen besluiten. Het woord kennelijk geeft aan dat het om situaties gaat, waarin een weldenkend persoon niet tot de opzegging van het arbeidscontract was gekomen, zonder de werknemer financieel tegemoet te willen komen.
Om te bepalen of een ontslag kennelijk onredelijk was, nam de rechter alle omstandigheden van het geval bij opzegging van de arbeidsovereenkomst mee, zoals leeftijd en functioneren, de duur van het dienstverband, de mogelijkheden om bij dezelfde werkgever te blijven en de kans op ander werk. Ook werd gekeken of de werknemer in aanmerking komt voor sociale voorzieningen.
Ook als de werkgever een ontslagvergunning had verkregen via het UWV Werkbedrijf, kon het ontslag nog kennelijk onredelijk zijn. Dat was meestal het geval als de werkgever het UWV WERKbedrijf had misleid, door verkeerde informatie te verstrekken of belangrijke informatie achter te houden.
Het ontslag kon in geval van een ontslag wegens bedrijfseconomische omstandigheden ook kennelijk onredelijk zijn als een andere werknemer voor ontslag in aanmerking behoorde te komen op grond van het dienstjarenbeginsel.
Bij kennelijk onredelijk ontslag had men zes maanden de tijd om tegen een beëindiging van de arbeidsovereenkomst in beroep te komen.

## Wet Werk en Zekerheid
Met het invoeren van de Wet Werk en Zekerheid ("WWZ") is per 1 juli 2015 de kennelijk onredelijk ontslagprocedure afgeschaft en vervangen door de systematiek van vernietiging van de opzegging in artikel 7:681 BW.